# ウダツ田中
ウダツ田中（ - タナカ、本名：綿谷 雅之）は、スクウェア・エニックスのサウンド開発のプロダクションマネージャー。

## 概要
PlayOnlineの中にあったコンテンツ「植松伸夫のツルッといっときますか」を始めに、「植松伸夫です」の植松ラジオなど、スクウェア・エニックス系のコンテンツに出演。またTHE BLACK MAGESライブや、VOICES music from FINAL FANTASYオーケストラコンサートで行なわれたFINAL FANTASY XIIプレミアムステージイベントのMCを勤めた。
「ウダツ田中のスクエニMUSIC-TV」では、サウンドスタッフへのインタビューなど、サウンド開発に関した情報を発信している。
普段はスクウェア・エニックスの社員として、サウンド開発のプロダクションマネージャーとして仕事をしている。

## 自身の曲など
- ウダツ上がらないブルース: 歌:ウダツ田中 作詞：綿谷雅之　作曲：植松伸夫

## 出演・公演など
- 2003年2月にTHE BLACK MAGESアルバム発売記念ライブのときにMCを担当をする。
- 2005年1月にTHE BLACK MAGES II LIVE “The Skies Above”のライブのときにMCを担当をする。
- VOICES music from FINAL FANTASYオーケストラコンサートで行なわれたFINAL FANTASY XIIプレミアムステージイベントのMC担当。

## 逸話
FINAL FANTASY4 DS版での「愛のテーマ」の公開オーディションに応募し、落選したことが同ゲーム内で語られている。